# امیرعباس گلاب
امیرعباس گلاب (زادهٔ ۲۴ آبان ۱۳۶۵ در تهران)، خواننده، آهنگساز، ترانه‌سرا و نوازندهٔ ایرانی است. او که از سن ۷ سالگی موسیقی را با آواز سنتی نزد پدر خود آغاز کرد. وی ۱۴ سال بیشتر نداشت که نواختن گیتار را آغاز کرد و به سبک پاپ، گرایش پیدا کرد. پس از مدتی با  فرمان فتحعلیان آشنا شد و دیدگاهش به موسیقی، دگرگون شد و بعد از آن، شروع به آموزش گیتار فلامنکو کرد و اندکی پس از این آشنایی، آغاز به آهنگسازی و ترانه‌سرایی کرد.
امیرعباس گلاب که دارای تحصیلات موسیقی است برای دوره‌ای کوتاه نزد محمد نوری، شروع به کار کرد و اولین تک‌آهنگ خود را در سال ۱۳۸۶ تحت عنوان «فقط برو»، ارائه کرد.
او بعدها به سبک خود، تغییرات جزئی داد و به سبک پاپ راک روی آورد ولی سبک اصلی و کنونی او، پاپ است.
در سال ۱۳۸۷، امیرعباس گلابی، تیتراژ سریال ستایش را اجرا و پس از پخش این تیتراژ بود که شروع به پخش تک‌آهنگ‌های رسمی خود کرد. از آهنگ‌های وی همچون قدم، خدایا کجایی و هوس کردم، هستند.
در پی ساخت فصل دوم سریال ستایش، امیرعباس گلاب باز هم به همکاری در این پروژه دعوت شد و تیتراژ فصل دوم این سریال را نیز به عهده گرفت اما به دلایلی تیتراژ سریال ستایش ۲ با صدای او پخش نشد.
او همچنین در ۹ مرداد ۱۳۹۶، نخستین کنسرت خود را در سالن میلاد نمایشگاه بین‌المللی تهران، برگزار کرد. امیرعباس گلاب در خرداد ماه سال ۱۳۹۸اولین آلبوم رسمی خود با نام «قله» را با ۱۴ ترانه و همچنین در سال ۱۴۰۰، دومین آلبوم رسمی خود را با نام «آی مردم» منتشر کرد.

## آلبوم‌ها
- قله (۱۳۹۸)

| نام ترانه            | ترانه‌سرا                   | آهنگساز                  | تنظیم‌کننده            |
| -------------------- | -------------------------- | ------------------------ | --------------------- |
| دعوا                 | علی بحرینی                 | امیرعباس گلاب            | مهیار رضوان           |
| قله                  | رضا شاهین                  | معین راهبر امیرعباس گلاب | یاسین ترکی            |
| بهم خندید            | بهروز کشاورز               | امین قباد                | نوید سپهر             |
| دیدار آخر            | پریسا سیار                 | امین قباد                | سعید شمس              |
| خوش‌بینم              | پریا صوفی‌پور               | امین قباد                | سعید شمس              |
| رفیق راه             | سید محمد کاظمی             | امین قباد                | سعید شمس              |
| کجای دنیایی          | امیرعباس گلاب بهروز کشاورز | امیرعباس گلاب            | امیر محمدی            |
| روزهای دلخوری        | سید محمد کاظمی             | امین قباد                | نوید سپهر             |
| بازی آخر             | علیرضا آذر                 | امیرعباس گلاب            | مهیار رضوان           |
| چشم سیاه             | حسین غیاثی                 | بابک زرین                | بهتاش زرین حامد حسینی |
| فقط برو              | امیرعباس گلاب              | امیرعباس گلاب            | یاسین ترکی            |
| تو از کجا پیدات شد   | زهرا عاملی                 | امین قباد                | یاسین ترکی            |
| خاک طلایی            | بهروز کشاورز               | امیرعباس گلاب            | علی دینه              |
| خوش‌بینم (ورژن پیانو) | پریا صوفی‌پور               | امین قباد                | معین راهبر            |

- آی مَردم (۱۴۰۰)

| نام ترانه | ترانه‌سرا      | آهنگساز                 | تنظیم‌کننده      |
| --------- | ------------- | ----------------------- | --------------- |
| ضروری     | مجتبی مصری    | مجتبی مصری              | فرید فراز       |
| دل ساده   | علی بحرینی    | امیرعباس گلاب           | مهیار رضوان     |
| چه شود    | علی بحرینی    | امیرعباس گلاب           | مهیار رضوان     |
| مقصر      | سجاد عزیزآرام | محمدرضا چراغعلی         | محمدرضا چراغعلی |
| حسای ناب  | امیر ارجینی   | امیرعباس گلاب           | پیام شفاهی      |
| تکرار     | امیر ارجینی   | امیرعباس گلاب           | مهیار رضوان     |
| فرمانده   | افشین مقدم    | عرفان پورقوه            | مهیار رضوان     |
| شما       | حسین غیاثی    | امیرعباس گلاب           | سعید شمس        |
| لالایی    | اسما شاه‌کرم   | امیرعباس گلاب           | مهیار رضوان     |
| دست تقدیر | عرشیاس        | عرشیاس                  | مهیار رضوان     |
| آی مَردم   | زهرا عاملی    | گرشا قباد امیرعباس گلاب | رضا تاجبخش      |

## تک‌آهنگ‌ها
- صدسال تنهایی
- فروغ
- چقد مهربونی
- محکوم
- نازنین
- خودت
- امشب
- پاییزه دلم
- بهت گفتم
- پرت
- الماس (همراه با فردین ناجی)
- هی تو
- دوراهی
- دوس دارم
- عرفان
- وداع
- بماند
- دعوا
- مثل فرشته‌ها
- گهواره
- تنگه ابوقریب
- کودکانه
- شاه قلبم
- باید ببخشمت
- بازم رفت
- گونه
- صدای بارون
- هم نام
- سادس
- بریم دریا
- بانو جان
- ازدواج
- ارباب
- دلفریب (به همراه سیامک عباسی)
- لعنت (به همراه امین قباد)
- دلخوشی
- زیبای لعنتی
- از تو ممنونم
- تو از کجا پیدات شد
- عشق تو
- توسل
- دیوونه
- بابایی
- بخشش (به همراه حمید صفت)
- قبل از تو
- ستایش ۲ (ورژن پیانو)
- اتاق (به همراه میلاد بابایی)
- بمب جنون
- ستایش ۲
- جنس زن
- هوس کردم
- توبه
- خدایا کجایی
- قدم
- کابوس
- غممو
- ستایش
- فقط برو
- بهت گفتم
- پرت
- پاییز دلم
- امشب
- خودت

### شبکه نمایش خانگی
- رالی ایرانی ۲ (۱۳۹۸)
- شب آهنگی (۱۴۰۰)
- شب‌های مافیا: زودیاک (۱۴۰۲)

### فیلم سینمائی
- سلفی با دموکراسی (۱۳۹۸)